# Eecke
Eecke è un comune francese di 1 249 abitanti situato nel dipartimento del Nord nella regione dell'Alta Francia.

## Storia

### Simboli
Lo stemma del comune si blasona:
Questa era originariamente lo stemma della famiglia Bailleul-Doulieu, i cui membri furono signori del luogo. Demay, nel suo Inventario degli stemmi della Fiandra menziona il sigillo di Hector de Bailleul, in calce al censimento di un feudo nel 1566, conservato negli archivi di Bourbourg. Il comune di Le Doulieu, nello stesso dipartimento, ha il medesimo stemma essendo stato anch'esso signoria dei Bailleul.

## Società

### Evoluzione demografica
Abitanti censiti